# Gran Gremi
Gran Gremi (en letó: Lielā Gilde) és un edifici situat a Riga, capital de Letònia, i va ser erigit en els anys 1854 a 1857 després de l'aprovació del projecte presentat per l'arquitecte K. Bejne en estil gòtic anglès.

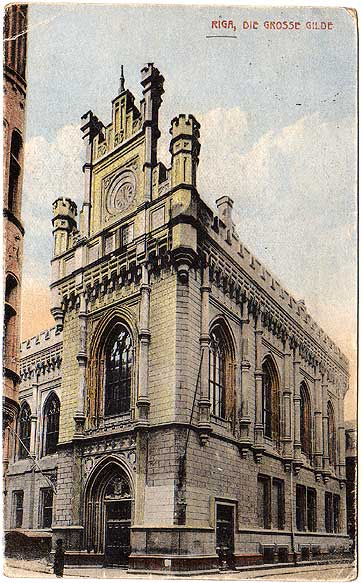
Imatge de l'edifici el 1918

L'edifici va ser construït per allotjar el gremi del mateix nom, i en l'actualitat és seu de l'Orquestra Simfònica Nacional Letona.